# Convention d'Apia
 (janvier 2024).
La Convention d’Apia est une convention internationale signée en 1976, à Apia (Samoa occidental), destinée à la protection de la nature dans le Pacifique Sud. Elle a pour but d'encourager la création d'aires protégées et crée notamment le Programme régional océanien de l’environnement en 1993. Elle s'inscrit dans le cadre de la Convention de Stockholm.